# Myndigheten för bekämpning av penningtvätt och finansiering av terrorism
Myndigheten för bekämpning av penningtvätt och finansiering av terrorism (engelska: Authority for Anti-Money Laundering and Countering the Financing of Terrorism, AMLA) är en byrå inom Europeiska unionen med ansvar för att samordna medlemsstaternas bekämpning av penningtvätt och finansiering av terrorism.
Lagförslaget om att inrätta AMLA antogs av Europaparlamentet och Europeiska unionens råd den 31 maj 2024. Byrån kommer vara fullt operativ först den 1 januari 2028. Byråns säte ligger i Frankfurt am Main, Tyskland.